# Villers-sous-Ailly
Villers-sous-Ailly település Franciaországban, Somme megyében. Lakosainak száma 174 fő (2022. január 1.). Villers-sous-Ailly Ailly-le-Haut-Clocher, Bouchon, Brucamps, Long, Mouflers és Vauchelles-lès-Domart községekkel határos.

## Népesség
A település népessége az elmúlt években az alábbi módon változott:
| Lakosok száma | 189  | 190  | 181  | 176  | 179  | 181  | 182  | 174  |
|               | 2013 | 2015 | 2017 | 2018 | 2019 | 2020 | 2021 | 2022 |